# Bruderschaft (Film)
Bruderschaft (Originaltitel: Broderskab) ist ein dänisches Filmdrama aus dem Jahr 2009.

## Handlung
Lars wird von seinem Vorgesetzten in der Dänischen Armee nahegelegt auf den geplanten Aufstieg zu verzichten. Es gäbe inoffizielle Beschwerden über sein Benehmen außerhalb des Kasernengeländes und die Soldaten hätten keinen Respekt vor ihm. Daher könne er nicht wie geplant in eine Führungsposition aufsteigen.
Er quittiert den Dienst und kehrt in sein Elternhaus mit einer dominanten Mutter und einem schweigsamen Vater zurück. Abends trifft er sich mit Freunden und dort tauchen zwei eingeladene Rechtsradikale auf. Jimmy und Michael polemisieren gegen irakische Asylbewerber, die im nahegelegenen Asylbewerberheim leben. Lars geht auf Konfrontationskurs und beleidigt sie als Versager und Idioten.
Jimmy, der auch ein ehemaliger Soldat ist, kann ihn offenkundig nicht leiden, aber Michael, der der Führer der neonazistischen Gruppe ist, ist sehr von ihm beeindruckt. Er lädt ihn persönlich zur Sonnenwendfeier (St. Hans) seiner Nazitruppe am Strand ein. Lars besucht die Party und wird von Michael hofiert. Jimmys drogensüchtiger Bruder Patrick hat eine Hexenpuppe gebaut, die eine Muslima darstellen soll und die auf dem Scheiterhaufen verbrannt wird.
Tage später empört sich Lars’ Mutter, die Stadträtin ist, darüber dass ein Asylbewerberheim von Rechtsradikalen angegriffen wurde. Lars provoziert sie durch die Aussage, dass er es war. Samt Rucksack steht er nachts vor Michaels Tür. Der quartiert ihn am nächsten Morgen bei Jimmy ein, der wenig begeistert ist, sich aber der Hierarchie unterwirft. Nach einigen Tagen kommen sie gut miteinander aus und renovieren gemeinsam ein Ferienhaus, das Ebbe, dem politischen Kopf der Nazigruppe, gehört. Erotische Spannung entwickelt sich zwischen beiden. Nach einem Abendessen mit viel Wein schlafen sie miteinander. Am nächsten Morgen herrscht peinliche Stille zwischen ihnen. Trotzdem geht die Liebesbeziehung zwischen beiden weiter. Offiziell setzen sie weiter das einzeln stehende Haus instand und Jimmy schult Lars in Nazipropaganda.
Bei einem Gruppentreffen verbietet Ebbe weitere Angriffe auf „Schwuchteln“, da dies der Nazi-Organisation schade. Lars provoziert die Gruppe (und vor allem Jimmy) daraufhin gezielt mit der Aussage, Ernst Röhm sei schwul gewesen. Abends in der Kneipe provoziert Jimmy massiv und vorsätzlich einen Iraker, so dass dieser ihn zusammenschlägt. Lars und Patrick bringen ihn gemeinsam ins Strandhaus zurück. Patrick, der bereits eifersüchtig und neidisch auf Lars ist, weil dieser ihm vorgezogen wurde und die Vollmitgliedschaft bei den Neonazis erhalten soll, beobachtet dann beide heimlich durchs Fenster und sieht zwei Männer fast nackt im Bett liegen und sich umarmen.
Einige Tage später stellt Patrick seinen Bruder zur Rede, der die Liebesbeziehung nicht abstreiten kann, sie aber auch nicht zugibt. Patrick besucht daraufhin Michael.
Dann taucht Ebbe unerwartet in seinem Ferienhaus auf und möchte wissen, wie weit die Renovierungsarbeiten sind. Man sieht ein ungemachtes Bett, in dem offenkundig zwei Personen geschlafen haben.
Beim nächsten Gruppentreffen wird Jimmy und Lars eine Überraschung von Michael angekündigt. Beide werden im Kleinbus von Michael an einen unbekannten Ort gefahren. Lars versucht zu fliehen, wird aber festgehalten. Auf der Wiese am Wasserturm werden dann beide von mehreren Nazis verprügelt. Jimmy wird aus seiner Ohnmacht geweckt, um zuzusehen wie sein Geliebter blutig geschlagen wird. Dann wird er selbst mit einem Messer an der Kehle gezwungen, Lars brutal zusammenzuschlagen, was er auch tut. Als der Nazitrupp verschwindet, bricht er heulend und um Entschuldigung bettelnd zusammen.
Einige Tage später beschließen beide gemeinsam wegzugehen. Während sie im Dunkeln ihr Auto beladen, wird Jimmy von einem Neonazi mehrmals in den Bauch gestochen.
Jimmy liegt im Koma im Krankenhaus und wird von seinem Bruder und Lars besucht. Es ist nicht klar, ob er jemals wieder aufwacht. Patrick verlässt das Krankenhaus und besucht eine Feier seiner neonazistischen Freunde, bei der auch der Messerstecher anwesend ist.

## Kritik
„Konsequent aus der Perspektive der Hauptfiguren erzählt, führt der Film in deren Weltbild ein, um dieses dann durch die emotionale Entwicklung der Charaktere sich selbst dekonstruieren zu lassen. Dabei überzeugt er als hervorragend gespieltes, dynamisch zwischen Gewaltexzessen und stillen, gefühlvollen Momenten vermittelndes Liebesdrama voller sanfter Poesie.“

„Donato inszeniert die Liebesgeschichte mit wenigen Worten. Es sind die starken Bilder, die ihr ihre Intensität verleihen. Auch Geräusche spielen in diesem Film eine wichtige Rolle. Einzig in den Szenen, in denen die Neonazis aufeinander treffen wird viel gesprochen, leere Worte, die einzig dem Aufputschen und dem ständigen indoktrinieren dienen. So schafft der Regisseur zwei Räume, Jimmys und Lars Innenraum, der wahnsinnig zerbrechlich ist, und die grausame Neonazi Welt, die sie umgibt. Ein Film, der an die Substanz geht und garantiert niemanden im Publikum kalt lässt.“

## Auszeichnungen
- zwei Nominierungen beim dänischen Filmpreis Bodil (Bester Hauptdarsteller, Bester Nebendarsteller)
- sechs Nominierungen beim dänischen Filmpreis Robert (Bester dänischer Film, Beste Regie, Bester Nebendarsteller, Beste Filmmusik, Bester Song, Bestes Make-Up)
- eine Nominierung als Bester Film beim São Paulo International Film Festival
- zwei Auszeichnungen beim Rome Film Fest für den Besten Film und der Goldene Schmetterling für Nicolo Donato

## Veröffentlichung
Der Film hatte am 21. Oktober 2009 auf dem Rome Film Festival seine Weltpremiere, bevor er am 8. April 2010 in Dänemark und am 8. September 2011 in Deutschland in den Kinos erschien. Seit dem 11. November 2011 ist der Film als deutschsprachige DVD erhältlich.